# Vrsjenice
Vrsjenice (en serbe cyrillique : Врсјенице) est un village de Serbie situé dans la municipalité de Sjenica, district de Zlatibor. Au recensement de 2011, il comptait 113 habitants.

## Démographie

### Évolution historique de la population
| 1948 | 1953 | 1961 | 1971 | 1981 | 1991 | 2002 | 2011 |
| ---- | ---- | ---- | ---- | ---- | ---- | ---- | ---- |
| 304  | 373  | 389  | 319  | 305  | 248  | 200  | 113  |

|  |